# Кузьниця-Збонська
Кузьниця-Збонська (пол. Kuźnica Zbąska, нім. Hammer, 1939-45: Waldhammer) — село в Польщі, у гміні Раконевиці Ґродзиського повіту Великопольського воєводства.
Населення — 220 осіб (2011).
У 1975-1998 роках село належало до Познанського воєводства.

## Демографія
Демографічна структура станом на 31 березня 2011 року:
|          | Загалом | Допрацездатний вік | Працездатний вік | Постпрацездатний вік |
| -------- | ------- | ------------------ | ---------------- | -------------------- |
| Чоловіки | 121     | 22                 | 90               | 9                    |
| Жінки    | 99      | 21                 | 61               | 17                   |
| Разом    | 220     | 43                 | 151              | 26                   |